# FK Megasport Almaty
FK Megasport Almaty (kasachisch: Мегаспорт Алматы Футбол Клубы) war ein kasachischer Fußballverein aus Almaty.

## Geschichte
Der Verein wurde im Jahr 2005 gegründet und spielte 2008 für eine Saison in der Premjer-Liga und erreichte dort den fünften Platz. Am 27. Dezember 2008 fusionierte der Verein mit dem FK Almaty zum Lokomotive Astana.

## Erfolge
Erste Liga
- Sieger: 2007